# سيرجي كوشيتكوف
سيرجي كوشيتكوف (بالروسية: Кочетков, Сергей Викторович)‏ (ولد في 7 أغسطس 1973) هو مبارز روسي.شارك في دورة الألعاب الأولمبية الصيفية 2004.